# 零碳建築
零碳建築是指建築物本身每年的凈能量消耗或碳排放量為零，可以獨立運作於電網，能夠依靠太陽能或風力發電運作。關於這個主題的先決條件是收集精確的能源數據，利用先進電腦程式計算，在工程設計上更有效力去預測該凈能量。

## 各地零碳建築

### 中國
廣州天河區的珠江大厦是中國最新的零碳建築，樓高71層，是目前世上能源效益最高的摩天大樓 。

### 香港
香港首座零碳建築名為零碳天地，位於九龍灣常悅道，由建造業議會與發展局合作發展，造價2.4億港元，於2012年6月26日揭幕。

### 台灣
綠色魔法學校是台灣首座零碳建築，於2011年初落成於成功大學力行校區。根據中華民國國立成功大學的研究，預估該棟建築年用電強度EUI為43kWh/(m2.yr)，節能達65％（與相同規模辦公建築用電強度125kWh/(m2.yr)相比），為世界第一節能的超級綠建築。 

### 英國
根據英國最新的建築法規，由2016年開始，所有新興建的建築物都必須是零碳排放。